# 諾斯人殖民北美

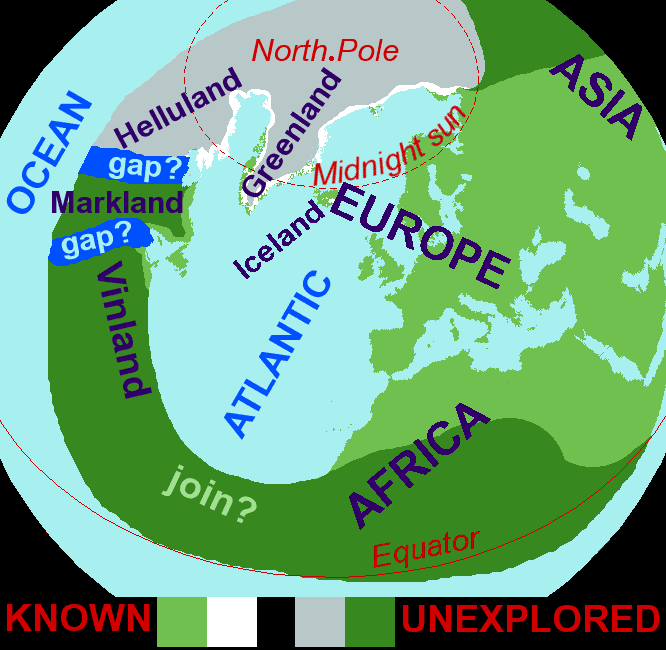
中世紀古諾斯人的地理觀念

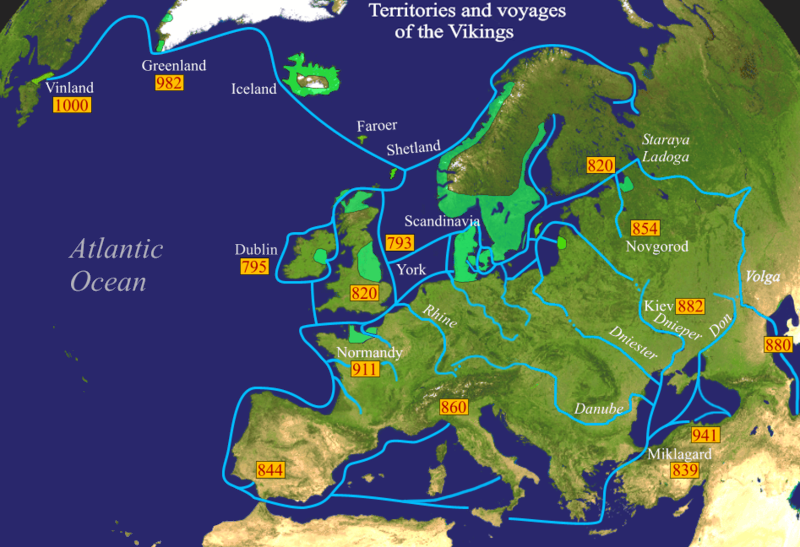
諾斯人的航行與領土

諾斯人殖民北美始於公元十世紀后期，諾斯人探索北大西洋、殖民格陵蘭島，並於紐芬蘭北端建立了一個短期定居點。這個現時被稱為蘭塞奧茲牧草地的遺址於1960年被發現，測年估計為大約1000年前的建築物遺跡。這一發現重新燃起了有關諾斯人探索北大西洋的考古研究。這個獨立於北美大陸、自成一角的紐芬蘭島定居點最終突然被廢棄。
挪威先民的格陵蘭殖民地維持了將近五百年，然而他們在北美大陸的定居點規模小，而且從未發展成為永久殖民地。位于纽芬兰的兰塞奥兹牧草地遗址是加拿大目前唯一被确认的諾斯人遗址，該遺址規模很小，而且持續時間不長。即使運送木材之類的航行可能進行了一段時間，但沒有跡象顯示諾斯人的北美永久殖民地持續到11世紀之後。
諾斯人殖民北美在歐洲人探索定居北美的議題中引發不少爭議。自從諾斯人探險和定居點被公認以來，出現不少偽科學和偽歷史理論。
有研究显示，在諾斯人定居期间，冰川带外的海平面上升了约3.3米，海岸线亦因此后退数百米。海平面日渐上升，影響範圍覆盖整个格陵蘭東殖民地。此外，频发的洪水迫使许多沿海地点被遗弃。这些现象被认为是古諾斯人放弃格陵兰岛定居点的重要诱因之一。

## 格陵兰的定居点

### 初期

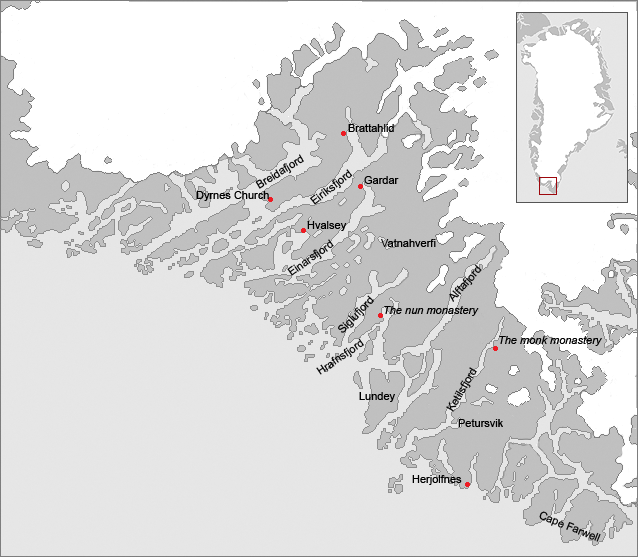
格陵蘭東部定居點示意圖

根据冰島傳說的记载，早在980年左右，居住在冰岛的諾斯人就开始在格陵兰定居。對於薩迦所记载关于格陵兰定居点的真实性，雖然並未有特别理由怀疑，但它们並不能被视为研究諾斯人殖民格陵兰岛历史的主要证据：它们不過是体现了中世纪作家的文学创作，而並非一定是可靠的歷史資料。
红胡子埃里克因誤殺罪的緣故，而被逐出冰岛。他在被驱逐的三年期間探索了格陵兰西南部无人居住的海岸。他制定了吸引定居者到该地区的计划，将其命名为格陵兰岛，意为绿色的土地。因为他认为「如果土地有好名字，人们会更愿意去那里」。定居点位於一个长峡湾之内，以他的名字命名为Eiriksfjord。他在此建立了自己的庄园Brattahlid，并给予他的追随者大片土地。
諾斯人的格陵蘭殖民地由兩個定居點組成。東部位於格陵蘭島的西南端，而西部定居點距離西海岸約500公里，鄰近今努克的內陸。東部定居點附近的一個較小的定居點有時被認為是中間定居點。總人口約為2,000至3,000人。考古學家已發現至少400個農場。當時格陵蘭島在加達有一個教區，出口海象牙、毛皮、繩索、綿羊、鯨脂、海豹脂、又有北極熊等活體動物、所謂的「獨角獸角」（實際為獨角鯨的獠牙）以及牛皮。公元1126年，民眾要求任命一位加達教區的主教，並於公元1261年接受挪威國王的統治。他們繼續擁有自己的法律，並在公元1349年之後、即黑死病流行期間，在政治上幾近完全獨立。公元1380年，挪威王國與丹麥王國組成了共主邦聯。

### 贸易与衰落
有證據顯示諾斯人與當地居民（諾斯人稱他們為Skræling）之間已互相貿易。諾斯人可能與美洲原住民（Beothuk，與阿爾岡昆族有關）以及因紐特人的祖先圖勒人有過接觸。多爾塞特人在挪威人定居格陵蘭島之前就已從該島撤出。在諾斯人定居的島嶼上發現了梳子碎片、鐵製烹飪器具和鑿子、棋子、船釘、木匠刨子和用於因紐特船隻的橡木船片等物品，發現所在的地區遠遠超出了傳統的挪威殖民地範圍。在因紐特人社區房屋的遺址中還發現了一個似乎代表歐洲人的小象牙雕像。

圖勒人擴張的地圖（900年至 1500年）

諾斯人的定居點於14世紀開始衰落。西部定居點約在1350年左右被遺棄，而加達的最後一位主教在1377年去世。自從1408年有一次婚姻記錄後，就沒有任何書面記錄提及這些定居者。很可能到了15世紀末，東部定居點亦已經消失。截至2002年，諾斯人定居點發現最新的放射性碳定年日期是1430年（±15年）。對於諾斯人定居的衰落，亦有幾種理論解釋。
小冰河時期使當時格陵蘭和歐洲之間的交通以及農業變得更加困難。儘管狩獵海豹和其他動物足夠提供健康飲食，但養牛業更具威望，而由於饑荒和瘟疫的流行，導致斯堪的納維亞國家的人口減少，更多的農場被空置。此外，格陵蘭象牙在歐洲市場可能已被更便宜的非洲象牙所取代。雖然失去了與格陵蘭人的聯繫，但挪威-丹麥君主仍然將格陵蘭視為其領土。
1721年，因丹麥當局未能確認格陵蘭諾斯人文明是否仍然存在，又擔心如果依然存在，即使斯堪的納維亞本土已歷經宗教改革200年，當地文明仍是天主教地區，於是便差派由挪威傳教士漢斯·埃格德領導的商人和教士聯合探險隊於前往格陵蘭。儘管這次探險沒有發現任何存活的歐洲人，但它標誌著丹麥重新主權格陵蘭的開始。

### 氣候和北歐格陵蘭島
諾斯格陵蘭人只能在島上分散的峽灣中維持生計，從而為他們的動物（例如牛、羊、山羊、狗和貓）提供飼養場所並建立農場。在這些峽灣中，農場在冬季依靠廄舍飼養家畜，並會定期宰殺牠們，讓諾斯人得以在寒季生存。在溫季到來時，牲畜被從廄舍帶到牧場—最肥沃的牧場由最大型的農場和教堂控制。畜牧業和農產品補足了以海豹、馴鹿以及海象為生的狩獵貿易。諾斯人主要依賴狩獵Nordrsetur，一種於春季遷徙的海豹為生。
貿易對諾斯格陵蘭人來說非常重要。因著格陵蘭地土貧瘠，他們依賴進口木材，同時亦出口相應貨物維持貿易，例如海象象牙和皮革、活北極熊和獨角鯨牙齒。事實上這貿易體系非常脆弱，很容易受到島上少數幾個峽灣的氣候和遷徙模式影響。格陵蘭島定居點存在的部份時間處於小冰河時期，氣候整體上變得更冷更潮濕。隨著氣候開始變冷、濕度增加，帶來了更多的風暴；冬長春短亦改變了豎琴海豹的遷徙模式。牧場面積開始減少，也令冬季飼料產量大幅減少，加上定期宰殺牲畜相結合，使得飼養牲畜變得困難。對於格陵蘭島最貧窮的諾斯人來說，情況更加艱辛。
靠近東定居點的地方，溫度比較穩定，然而一場長期的旱災導致飼料減產。春季前往豎琴海豹遷徙地的航行因著更為頻繁的風暴而變得更加危險，而且因豎琴海豹的數量減少、Nordrsetur狩獵變得不那麼成功，使得維持生計極為困難。資源緊張使得貿易變得困難：隨著時間的推移，因著競爭國家的出現以及和外界對交易的物品缺乏興趣，格陵蘭的出口在歐洲市場上漸漸失去價值。另外，象牙貿易開始與獨角鯨牙市場競爭，對格陵蘭的收入造成影響。有證據表明出現過度捕獵海象的情況，尤其是具有更大獨角鯨牙的雄性，導致海象種群下降。
此外，諾斯人似乎不願意通過婚姻或文化與格陵蘭的圖勒人融合。通過圖勒人的考古記錄，可以看到有關接觸的證據，包括將諾斯人描繪成象牙像和青銅和鋼製品。在20世紀，諾斯人的住所中很少發現圖勒人的物品，但現在已知諾斯人的住所中也發現了圖勒人的物品，表明兩個群體互相獲得了物資。較早前的研究認為，導致諾斯人衰落的不僅是氣候變化，而且還有他們不願適應。例如，如果諾斯人決定將他們的生存狩獵集中在環斑海豹上（可以全年狩獵，但是是個體狩獵），并決定減少或取消他們的集體狩獵，那麼在冬季食物就不會那麼稀缺。此外，如果諾斯人使用皮革而不是羊毛來製作他們的衣服，那麼他們就能在靠海岸的地方生存得更好，也不會受到峽灣的限制。
然而，最近的研究表明，諾斯人曾嘗試以自己的方式適應。例如嘗試增加生存狩獵。在定居點可以找到大量的海洋動物骨頭，表明他們在缺乏耕作食物的情況下增加了狩獵。此外，花粉記錄顯示，諾斯人並非總是像以前想的那樣摧毀小森林和植被。相反，諾斯人確保過度放牧或過度使用的區域有時間重新生長，並移動到其他區域。諾斯農民也試圖適應：隨著冬季飼料需求的增加和牧場變小，他們會自我施肥，以應對氣候變化帶來的新需求。然而，即使做出了這些嘗試，氣候變化並不是給格陵蘭挪威人帶來壓力的唯一因素。經濟正在發生變化，他們所依賴的出口品正在失去價值。目前的研究表明，諾斯人因為經濟和氣候同時發生變化而無法維持定居點。
一項2022年的研究表明，格陵蘭島南部冰蓋重新推進的重力效應導致「諾斯人定居期間，冰川區外的海平面相對上升約3.3米，亦導致海岸線後退數百米。海平面上升是漸進式的，涵蓋了整個東部定居點。此外，普遍的洪水迫使許多沿海地區被廢棄。這些都可能導致諾斯人放棄格陵蘭島。因此，海平面變化代表著維京故事中一個不可或缺的、缺失的元素。」

## 文兰

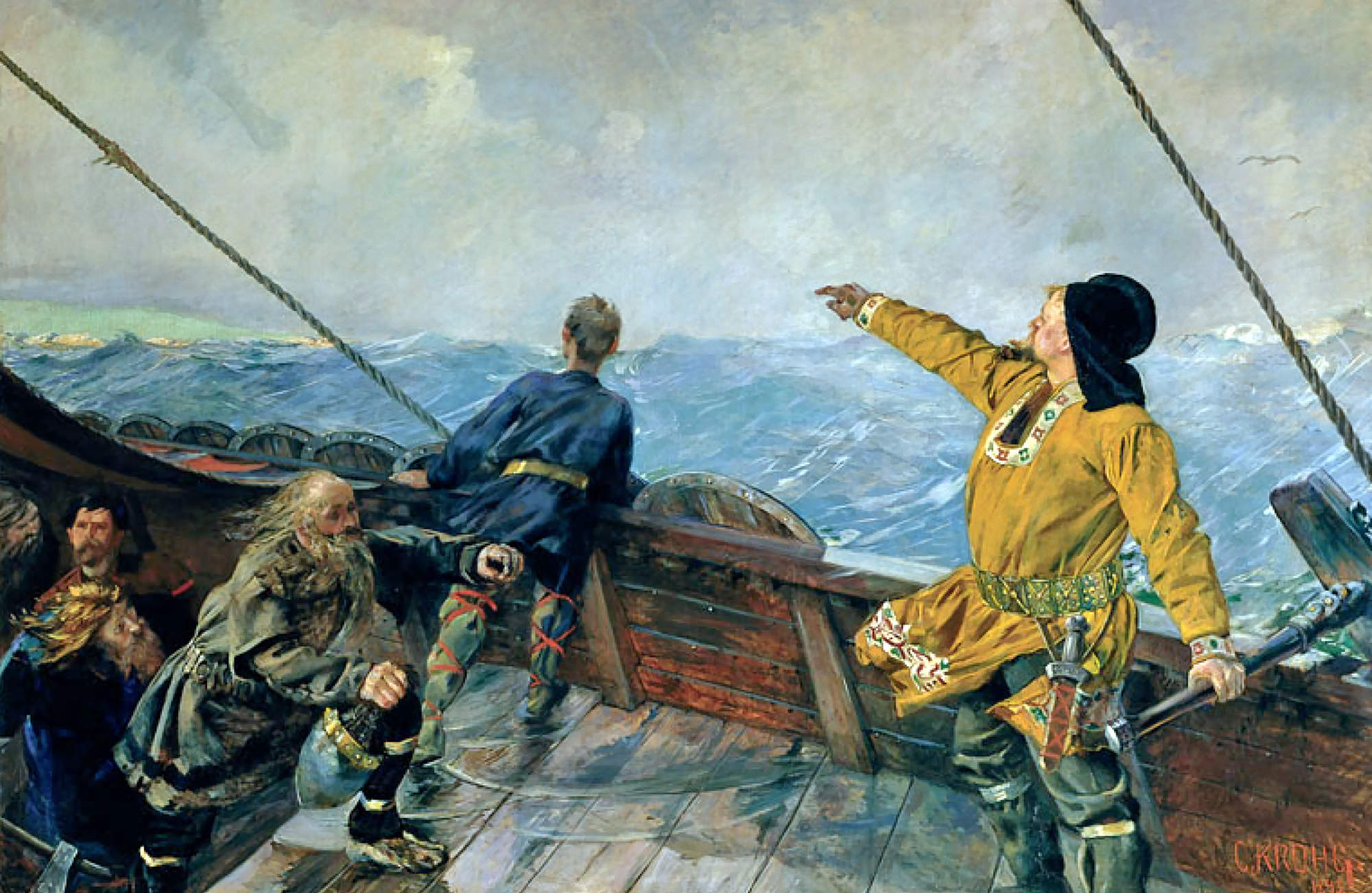
挪威自然主義畫家克里斯蒂安·克羅格 (Christian Krohg) 創作的《萊夫•艾瑞克森發現美洲》(1893年)

根據冰島傳說《紅鬍子艾瑞克傳奇》、以及《霍克書》和《弗拉泰書》的章節，北歐人在格陵蘭島定居後不久，便開始探索格陵蘭島以西的土地。公元985年，商人比雅尼·何爾約夫森率領一支由400-700名移民和25艘船（其中14艘完成了旅程）組成的移民船隊從冰島啟程前往格陵蘭，但被風吹離了航線，在航行三天後發現了船隊以西的陸地。比亞尼只對尋找他父親的農場感興趣，但他把自己所發現的告訴了萊夫·艾瑞克森，後者之後進行了詳細的地區探索，並在15年後建立了一個小型定居點。
薩迦中描述了三個不同的探索區域：赫爾陸蘭（Helluland），意為「平石之地」；馬克蘭（Markland），意為「森林之地」，對於格陵蘭島上樹木稀少的定居者來說頗具吸引力；以及文蘭（Vinland），意為「葡萄酒之地」，位於馬克蘭以南某處。薩迦中的定居點在文蘭得以建立。
馬克蘭在1345年首次於地中海地區由米蘭的方浪修士加爾瓦內烏斯·弗拉瑪提及。他可能是從熱那亞的口頭資料中得知的。

### 萊夫的冬季營地

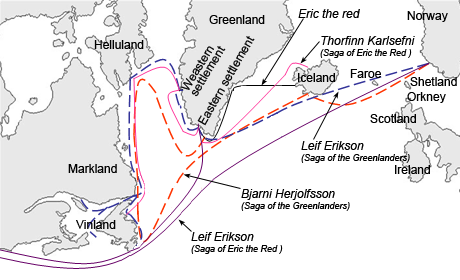
地圖描述了冰島傳奇中（主要是《紅鬍子艾瑞克傳奇》和《格陵蘭人傳奇》）不同人物前往格陵蘭、文蘭（紐芬蘭島）、赫爾陸蘭（巴芬島）和馬克蘭（拉布拉多）的不同航線。上述以現代英語標示挪威名字。

利用比亞尼向他描述的路線、地標、洋流、岩石和風，萊夫帶著35名船員搭乘與比亞尼相同的納爾船從格陵蘭島向西航行，橫越拉布拉多海。他將赫爾陸蘭描述為「地勢平坦、樹木茂盛，所到之處都有寬闊的白色海灘和緩坡的海岸線」。萊夫和其他人本希望他的父親紅鬍子艾瑞克領導這次探險，並說服了他。然而，正當艾瑞克加入兒子萊夫前往這些新土地的航行時，他的坐騎在岸邊潮濕的岩石上滑倒而墜馬，導致他受傷而留後。
大約在公元1000年左右，萊夫在紐芬蘭島北端的波爾德角附近過冬，某日他的養父蒂爾克喝醉了，喝的是傳奇中所提及的「葡萄酒漿果」。該地區的可口莢蒾、鵝莓和蔓越橘都是野生的。對於萊夫顯然把發酵的漿果描述為「酒」的原因，存有不同的解釋。
萊夫在「Leifsbudir」又在沒有發生衝突的情況下度過了另一個冬天，然後便乘船返回格陵蘭島的布拉塔利茲，以向他的父親守孝。

### 托瓦爾德的航行
幾年後，萊夫的兄弟托瓦爾德·艾瑞克松帶著30名船員前往文蘭，並在萊夫的營地度過冬。到了春天，托瓦爾德襲擊了九名在三艘皮製划艇下睡覺的原住民。第九名受害者逃脫了，不久便帶著一隊戰力回到了諾斯人的營地。托瓦爾德被一支成功穿過屏障的箭射死。雖然隨後發生了短暫的敵對行動，但諾斯人探險家們仍然在那裡度過了另一個冬季，並在隔年春天離開。隨後，萊夫的另一個兄弟索爾斯坦為了取回他死去兄弟的屍體而前往新世界，但在離開格陵蘭之前就去世了。

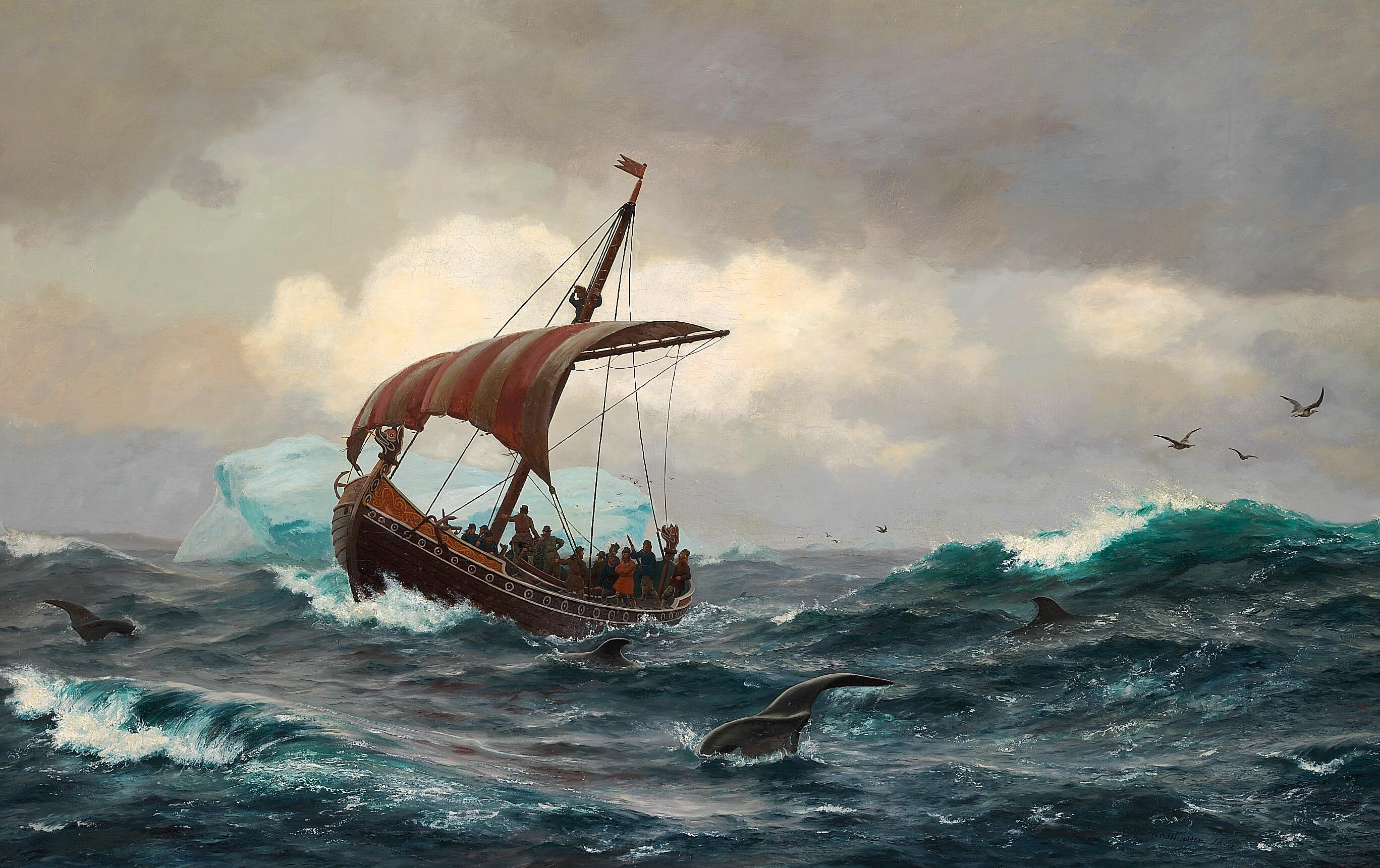
1000年格陵蘭海岸之夏，作者為卡爾•G•拉斯穆森（1841–1893年）

### 卡爾瑟夫尼的探險
幾年後，另一位名為索芬·卡爾瑟夫尼（也被稱為「勇敢的索芬」）的人提供了三艘運送家畜的船和160名男女定居者（另一個來源稱定居者人數為250人）。在經歷了一個嚴冬之後，他向南航行，並在Straumfjörð登陸。他後來搬到了Straumsöy，可能是因為那裡的洋流更強。有跡象顯示原住民與諾斯人之間關係和平。雙方用皮毛和灰松鼠皮交換牛奶和紅色布料，原住民將紅布綁在頭上作為一種頭飾。
另一故事版本的說法稱，卡爾瑟夫尼的一頭公牛突然從樹林衝出來，嚇壞了原住民，他們逃到了自己的皮艇上，三天後他們又帶著武器回來了。原住民用投石器，「在桿子上吊起一個大球體；它是深藍色的」，大約「有一隻羊肚子那麼大」，飛過了人們的頭頂，「落地時發出難聽的聲音」。
諾斯人撤退了。萊夫·艾瑞克森的同父異母妹妹弗雷迪絲·埃里克斯多蒂爾當時已經懷孕了，無法跟上諾斯人的撤退。她向他們呼喊，要求別再逃避「這些可憐的可憐蟲」了，又補充說，如果她有武器，她可以做得更好。弗雷迪絲奪走了一把被原住民殺害的男子的劍，她從緊身胸衣中拉出一個乳房並用劍擊打它，最後嚇跑了原住民。

## 諾斯人的交流時期
北美大陸的定居點旨在開發毛皮等自然資源，特別是格陵蘭島供應短缺的木材。目前還不清楚為什麼短期定居點未有成為永久定居點，雖然一部分可能是基於與土著（被諾斯人稱為Skræling）的敵對關係。儘管如此，前往馬克蘭尋找飼料、木材以及與當地人進行貿易的零星航行似乎已經持續了長達400 年。
詹姆斯·沃森·柯蘭寫道：
從公元985年至公元1410年，格陵蘭島與世界保持著聯繫。然後沉默。1492年，梵蒂岡指出，已經有80年沒有收到關於這個「世界盡頭」國家的消息，如果某某神職人員願意前往殖民地「恢復基督教」，他將被授予某位神職人員。他並沒有去。

## 基因傳承
遺傳學研究發現，格陵蘭島西部的因紐特人攜帶四成至六成的西北歐Y-DNA單倍群。這與早期格陵蘭島諾斯人定居者（公元1000-1200年）的混血，以及18世紀對格陵蘭島的殖民統治的現代斯堪的納維亞人一致。根據多項研究，沒有證據顯示歐洲女性與現代格陵蘭因紐特人的線粒體譜系有連繫；他們的母系血統幾乎與其他因紐特人完全相同。這意味著格陵蘭人的歐洲混血主要源自歐洲男性祖先。

## 腳注
1. ↑  Nydal, Reidar. . Radiocarbon. 1989, 31 (3): 976–985. ISSN 0033-8222. S2CID 129636032. doi:10.1017/S0033822200012613.
2. ↑  Cordell, Linda S.; Lightfoot, Kent; McManamon, Francis; Milner, George. . . ABC-CLIO: 82. 2009  [2022-11-10]. ISBN 978-0-313-02189-3. （原始内容存档于2023-04-25）.
3. ↑  Kuitems, Margot; Wallace, Birgitta L.; Lindsay, Charles; Scifo, Andrea; Doeve, Petra; Jenkins, Kevin; Lindauer, Susanne; Erdil, Pınar; Ledger, Paul M.; Forbes, Véronique; Vermeeren, Caroline. . Nature. 20 October 2021, 601 (7893): 388–391. ISSN 1476-4687. PMC 8770119 . PMID 34671168. doi:10.1038/s41586-021-03972-8 （英语）.
4. ↑  Fitzhugh, William W, ‘Vikings: The north Atlantic saga', Anthronotes museum of natural history publication for education, available at www.anthropology.si.edu.
5. ↑  Irwin, Constance; Strange Footprints on the Land; Harper&Row, New York, 1980; ISBN 0-06-022772-9
6. ↑  Feder, Kenneth L.  10. New York: Oxford University Press. 2020: 127–137  [2022-11-10]. ISBN 978-0-19-009641-0. OCLC 1108812780. （原始内容存档于2023-05-02）.
7. ↑  Borreggine, Marisa; Latychev, Konstantin; Coulson, Sophie; Powell, Evelyn; Mitrovica, Jerry; Milne, Glenn; Alley, Richard. . Proceedings of the National Academy of Sciences. 17 April 2023, 120 (17)  [20 April 2023]. doi:10.1073/pnas.2209615120. （原始内容存档于2023-04-20）.
8. ↑  Grove, Jonathan. 2009. "The Place of Greenland in Medieval Icelandic Saga Narrative" （页面存档备份，存于）, in Norse Greenland: Selected Papers of the Hvalsey Conference 2008, Journal of the North Atlantic Special Volume 2, 30–51.
9. ↑  He remained there making explorations for three years and decided to found a settlement there ((Anderson, Rasmus B. Hare, John Bruno , 编. . The Norse Discovery of America. 18 February 2004 [1906]  [27 August 2008]. （原始内容存档于2020-01-02）.).
10. ↑  Reeves, Arthur Middleton; Anderson, Rasmus B. . Saga of Erik the Red. 1906  [27 August 2008]. （原始内容存档于2020-01-10）. The first winter he was at Eriksey, nearly in the middle of the eastern settlement; the spring after repaired he to Eriksfjord, and took up there his abode. He removed in summer to the western settlement, and gave to many places names. He was the second winter at Holm in Hrafnsgnipa, but the third summer went he to Iceland, and came with his ship into Breidafjord.
11. ↑   Íslendingabók at Wikisource
12. 1 2 3 4 5 6 7  Wernick, Robert; The Seafarers: The Vikings, (1979), 176 pages, Time-Life Books, Alexandria, Virginia: ISBN 0-8094-2709-5.
13. ↑  Lynnerup, N. . Journal of the North Atlantic. 2014, 7 (sp7): 18–24. S2CID 163050538. doi:10.3721/037.002.sp702.
14. 1 2 3  Wahlgren, Erik. . New York: Thames and Hudson. 1986. ISBN 0-500-02109-0.
15. ↑  Dugmore, Andrew J.; Keller, Christian; McGovern, Thomas H. . Arctic Anthropology. 2007, 44 (1): 12–36  [27 February 2022]. ISSN 0066-6939. JSTOR 40316683. PMID 21847839. S2CID 10030083. doi:10.1353/arc.2011.0038. （原始内容存档于27 February 2022）.
16. ↑  Stockinger, Günther. . Der Spiegel Online. 10 January 2012  [12 January 2013]. （原始内容存档于28 September 2019）.
17. ↑  Nedkvitne, Arnved. . Routledge. 2018  [19 May 2022]. ISBN 978-1-351-25958-3. （原始内容存档于2 May 2023）.
18. ↑  Stern, Pamela. . Routledge. 2021: 179–182  [19 May 2022]. ISBN 978-1-000-45613-4. （原始内容存档于2 May 2023）.
19. 1 2 3 4 5 6 7 8 9 10  Pringle, Heather. . Science. 14 February 1997, 275 (5302): 924–926. ISSN 0036-8075. S2CID 161540120. doi:10.1126/science.275.5302.924 （英语）.
20. 1 2 3 4 5 6 7 8 9 10  Dugmore, Andrew J.; McGovern, Thomas H.; Vésteinsson, Orri; Arneborg, Jette; Streeter, Richard; Keller, Christian. . Proceedings of the National Academy of Sciences of the United States of America. 2012, 109 (10): 3658–3663. Bibcode:2012PNAS..109.3658D. JSTOR 41507015. PMC 3309771 . PMID 22371594. doi:10.1073/pnas.1115292109 .
21. 1 2 3 4 5 6 7 8  Berglund, Joel. . Arctic Anthropology. 1986, 23 (1/2): 109–135. JSTOR 40316106.
22. 1 2 3 4 5 6 7 8 9  McGovern, Thomas H. . Human Ecology. 1980, 8 (3): 245–275. JSTOR 4602559. S2CID 53964845. doi:10.1007/bf01561026.
23. ↑  Zhao, Boyang; Castañeda, Isla S.; Salacup, Jeffrey M.; Thomas, Elizabeth K.; Daniels, William C.; Schneider, Tobias; de Wet, Gregory A.; Bradley, Raymond S. . Science Advances (American Association for the Advancement of Science (AAAS)). 25 March 2022, 8 (12): eabm4346. Bibcode:2022SciA....8M4346Z. ISSN 2375-2548. PMC 8942370 . PMID 35319972. doi:10.1126/sciadv.abm4346.
24. ↑  Barrett, James H.; Boessenkool, Sanne; Kneale, Catherine J.; O’Connell, Tamsin C.; Star, Bastiaan. . Quaternary Science Reviews. 1 February 2020, 229: 106122. Bibcode:2020QSRv..22906122B. ISSN 0277-3791. doi:10.1016/j.quascirev.2019.106122 .
25. ↑  Paterson, Alistair. . Routledge. 16 June 2016: 57  [3 July 2023]. ISBN 978-1-315-43572-5. （原始内容存档于4 July 2023） （英语）.
26. ↑  McGovern, Thomas H. . Arctic Anthropology. 1991, 28 (2): 77–100. JSTOR 40316278.
27. 1 2  Kintisch, Eli. . www.science.org. 10 November 2016  [21 May 2022]. （原始内容存档于11 November 2021） （英语）.
28. ↑  Borreggine, Marisa; Latychev, Konstantin; Coulson, Sophie; Powell, Evelyn; Mitrovica, Jerry; Milne, Glenn; Alley, Richard. . Proceedings of the National Academy of Sciences. 17 April 2023, 120 (17)  [20 April 2023]. PMID 37068242. S2CID 258189345. doi:10.1073/pnas.2209615120. （原始内容存档于20 April 2023）.
29. ↑  Sephton, J. . Icelandic Saga Database. 1880  [11 August 2010]. （原始内容存档于4 May 2016）.
30. ↑  Chiesa, Paolo. . Terrae Incognitae. 2021, 53 (2): 88–106  [17 September 2021]. ISSN 0082-2884. S2CID 236457428. doi:10.1080/00822884.2021.1943792. hdl:2434/860960 . （原始内容存档于2 May 2023）.
31. 1 2  See chronology here 的存檔，存档日期21 October 2021..
32. ↑  Magnusson, Magnus; Pálsson, Hermann. . Penguin UK. 1973: 119  [18 May 2022]. ISBN 978-0-14-190698-0. （原始内容存档于2 May 2023）.
33. ↑  Magnusson & Pálsson1973" p. 30
34. 1 2  Hansen, Valerie; Curtis, Ken. . Cengage Learning. 2016: 295  [18 May 2022]. ISBN 978-1-305-88841-8. （原始内容存档于2 May 2023）.
35. ↑  Magnusson & Pálsson, 1973 p. 187
36. ↑  Balkun, Mary McAleer; Imbarrato, Susan C. . Palgrave Macmillan. 2016: 21  [2023-08-01]. ISBN 978-1-137-54320-2. （原始内容存档于2022-05-18）.
37. ↑  Gardeła, Leszek. . Oxbow Books. 2021: 93  [18 May 2022]. ISBN 978-1-78925-668-0. （原始内容存档于2 May 2023）.
38. ↑  Diamond, Jared: Collapse: How Societies Choose to Fail or Succeed
39. ↑  Murrin, John M; Johnson, Paul E; McPherson, James M; Gerstle, Gary. . Thomson Wadsworth. 2008: 6  [24 November 2010]. ISBN 978-0-495-41101-7. （原始内容存档于2 May 2023）.
40. ↑  Schledermann, Peter. 1996. Voices in Stone. A Personal Journey into the Arctic Past. Komatik Series no. 5. Calgary: The Arctic Institute of North America and the University of Calgary.
41. ↑  Sutherland, Patricia. 2000. “The Norse and Native Norse Americans”. In William W. Fitzhugh and Elisabeth I. Ward, eds., Vikings: The North Atlantic Saga, pp. 238–247. Washington, DC: The Smithsonian Institution.
42. ↑  Curran, James Watson. . Sault Ste. Marie, Ontario: Sault Daily Star. 1939: 207  [1 April 2021]. （原始内容存档于2 May 2023） （英语）.
43. 1 2  Olofsson, Jill Katharina; Pereira, Vania; Børsting, Claus; Morling, Niels. . PLOS ONE. 30 January 2015, 10 (1): e0116573. ISSN 1932-6203. PMID 25635810. doi:10.1371/journal.pone.0116573  （英语）. Approximately 40% of the Y-HGs in the male Greenlandic population were found to be of European origin. Only considering the European Y-HGs (I-M170, R1a-M513 and R1b-M232) in Greenland, the relative frequencies of these Y-HGs in the Greenlanders resembled those observed in the male Danish population examined in this study and other male Scandinavian [24–26] and Icelandic populations [27]." "In strong contrast to the results of this study and previous studies [9,13], typing of the mtDNA in the Greenlandic population shows an almost complete fixation of Inuit maternal lineages [5]. The European gene flow detected in Greenlanders can therefore primarily be attributed to males.